# Club San Francisco de Asís de Lonya Grande
El Club San Francisco de Asís es un club de fútbol del distrito de Lonya Grande, Provincia de Utcubamba, Departamento de Amazonas. Fue fundado en 1956 y participa en la Copa Perú, donde llegó hasta la Etapa Nacional en la edición 2009.

## Historia
El Club San Francisco de Asís fue fundado un 1 de enero de 1957 en Lonya Grande. El nombre del club es en honor al santo San Francisco de Asís fundador de la Orden Franciscana.
Este club fue fundado por un grupo de pobladores (Julián González, Jesús Santos, Juan Peláez, Ervigio Campos, entre otros), porque fueron rechazados de entrar a una fiesta del Club Marañon por su vestimenta sencilla, estos cuatro fundadores regresarían con 10 personas cada uno para nombrar al personal de nueva institución.
Lo curioso es que el nombre del club fue dado por una mujer lugareña llamada Simona Vera ya que los nombres propuestos (Sulfanil, Condorpuna, Pucarachupa) no fueron del agrado de los socios. La mujer propuso que el club debería llamarse San Francisco de Asís y sus aniversarios sean cada 1 de enero para generar más alegría y confraternidad entre los pobladores del lugar.
En el 2009 consigue el Campeonato Distrital de Lonya Grande  y Provincial de Utcubamba, permitiéndole participar en el Campeonato Departamental de Amazonas siendo campeón de este, de esta manera clasifica a la Etapa Regional de la Copa Perú 2009, representando al campeón de Amazonas. Su inicio en la Etapa Regional sería en el Grupo B de la Región I, siendo el primero en su grupo clasificando a la final de la Región I. En la final regional enfrentó a Defensor San José de Tumbes perdiendo por 1-0, pese a derrota clasifica a los Octavos de Final como subcampeón de la Región I. En octavos de final enfrentó al histórico Carlos A. Mannucci de Trujillo al que le ganó en el partido de ida 1-0 de visitantes, cuando parecía que el elenco franciscano clasificaba en el partido de vuelta en Lonya Grande cayó por 0-2 de esta manera queda eliminado del torneo.
En 2024 llegó hasta las semifinales de la Etapa Provincial donde fue eliminado por Cajaruro FC por un marcador global de 4-3.

## Uniforme
- Uniforme titular: Camiseta granate con dorado, pantalón crema - dorado con detalles guindas, medias granates.
- Uniforme alternativo: Camiseta blanca, pantalón blanco y medias blancas.

## Instalaciones
El club cuenta con un local institucional ubicado en Jirón Comercio S/N en Lonya Grande. Además cuenta con campo y loza deportiva.

## Rivalidades
Su rival tradicional a nivel local es Club Deportivo Marañón, con quien disputa el clásico de la ciudad.

## Palmarés

### Torneos regionales
| Competición regional                 | Títulos           | Subcampeonatos |
| ------------------------------------ | ----------------- | -------------- |
| Etapa Regional - Región I (0/1)      |                   | 2009.          |
| Liga Departamental de Amazonas (1/0) | 2009.             |                |
| Liga Provincial de Utcubamba (2/0)   | 2009, 2011.       |                |
| Liga Distrital de Lonya Grande (3/0) | 2009, 2011, 2024. |                |